# Lijst van voetbalinterlands Argentinië - Duitsland
Deze lijst van voetbalinterlands is een overzicht van alle officiële voetbalwedstrijden tussen de nationale teams van Argentinië en (West-)Duitsland. De landen speelden tot op heden in totaal 23 keer tegen elkaar, te beginnen met een groepswedstrijd op het Wereldkampioenschap voetbal 1958 op 8 juni 1958 in de Zweedse stad Malmö. De laatste ontmoeting, een vriendschappelijk wedstrijd, werd gespeeld in Dortmund op 9 oktober 2019.

## Wedstrijden
| №  | Plaats            | Datum             | Competitie                   | Wedstrijd                   | Uitslag |
| -- | ----------------- | ----------------- | ---------------------------- | --------------------------- | ------- |
| 1  | Malmö             | 8 juni 1958       | WK 1958                      | Argentinië – West-Duitsland | 1 – 3   |
| 2  | Birmingham        | 16 juli 1966      | WK 1966                      | West-Duitsland – Argentinië | 0 – 0   |
| 3  | München           | 14 februari 1973  | Vriendschappelijk            | West-Duitsland – Argentinië | 2 – 3   |
| 4  | Buenos Aires      | 5 juni 1977       | Vriendschappelijk            | Argentinië – West-Duitsland | 1 – 3   |
| 5  | West-Berlijn      | 12 september 1979 | Vriendschappelijk            | West-Duitsland – Argentinië | 2 – 1   |
| 6  | Montevideo        | 1 januari 1981    | Mundialito                   | West-Duitsland – Argentinië | 1 – 2   |
| 7  | Buenos Aires      | 24 maart 1982     | Vriendschappelijk            | Argentinië – West-Duitsland | 1 – 1   |
| 8  | Düsseldorf        | 12 september 1984 | Vriendschappelijk            | West-Duitsland – Argentinië | 1 – 3   |
| 9  | Mexico-Stad       | 29 juni 1986      | WK 1986                      | Argentinië – West-Duitsland | 3 – 2   |
| 10 | Buenos Aires      | 16 december 1987  | Vriendschappelijk            | Argentinië – West-Duitsland | 1 – 0   |
| 11 | West-Berlijn      | 2 april 1988      | Vriendschappelijk            | Argentinië – West-Duitsland | 0 – 1   |
| 12 | Rome              | 8 juli 1990       | WK 1990                      | West-Duitsland – Argentinië | 1 – 0   |
| 13 | Miami             | 15 december 1993  | Vriendschappelijk            | Duitsland – Argentinië      | 1 – 2   |
| 14 | Stuttgart         | 17 april 2002     | Vriendschappelijk            | Duitsland – Argentinië      | 0 – 1   |
| 15 | Düsseldorf        | 9 februari 2005   | Vriendschappelijk            | Duitsland – Argentinië      | 2 – 2   |
| 16 | Neurenberg        | 21 juni 2005      | FIFA Confederations Cup 2005 | Argentinië – Duitsland      | 2 – 2   |
| 17 | Berlijn           | 30 juni 2006      | WK 2006                      | Duitsland – Argentinië      | 1 – 1   |
| 18 | München           | 3 maart 2010      | Vriendschappelijk            | Duitsland – Argentinië      | 0 – 1   |
| 19 | Kaapstad          | 3 juli 2010       | WK 2010                      | Argentinië – Duitsland      | 0 – 4   |
| 20 | Frankfurt am Main | 15 augustus 2012  | Vriendschappelijk            | Duitsland – Argentinië      | 1 – 3   |
| 21 | Rio de Janeiro    | 13 juli 2014      | WK 2014                      | Duitsland – Argentinië      | 1 – 0   |
| 22 | Düsseldorf        | 3 september 2014  | Vriendschappelijk            | Duitsland – Argentinië      | 2 – 4   |
| 23 | Dortmund          | 9 oktober 2019    | Vriendschappelijk            | Duitsland – Argentinië      | 2 − 2   |

## Samenvatting
| Competitie              | Totaal gespeeld | Winst Argentinië | Gelijk | Winst Duitsland | Doelsaldo Argentinië – Duitsland |
| ----------------------- | --------------- | ---------------- | ------ | --------------- | -------------------------------- |
| WK-eindronde            | 7               | 1                | 2      | 4               | 5 − 12                           |
| FIFA Confederations Cup | 1               | 0                | 1      | 0               | 2 − 2                            |
| Mundialito              | 1               | 1                | 0      | 0               | 2 − 1                            |
| Vriendschappelijk       | 14              | 8                | 3      | 3               | 25 − 18                          |
| Totaal                  | 23              | 10               | 6      | 7               | 34 − 33                          |

Wedstrijden bepaald door strafschoppen worden, in lijn met de FIFA, als een gelijkspel gerekend.

## Details

### Zevende ontmoeting
| Vriendschappelijk (Buenos Aires, Argentinië, 24 maart 1982): |              | |
| Argentinië | 1 – 1        | West-Duitsland |
| Gabriel Calderón 67' | goals        | 33' Wolfgang Dremmler |
| César Luis Menotti | bondscoach   | Jupp Derwall |
| Héctor Baley Alberto Tarantini Daniel Passarella Jorge Olguin Rubén Galván Américo Gallego Juan Barbas Diego Maradona Mario Kempes 78' Ramón Díaz Gabriel Calderón | opstellingen | Harald Schumacher Karlheinz Förster Manfred Kaltz Hans-Peter Briegel Hansi Müller Wolfgang Dremmler Uli Stielike 68' Paul Breitner 68' Pierre Littbarski Lothar Matthäus 78' Horst Hrubesch |
| Patricio Hernández 78' | wissels      | 68' Bernd Förster 68' Frank Mill 78' Stefan Engels |
| Néstor Fabbri 13' | gele kaarten | |

### Tiende ontmoeting
| Vriendschappelijk (Buenos Aires, Argentinië, 16 december 1987): |              | |
| Argentinië | 1 – 0        | West-Duitsland |
| Jorge Burruchaga 54' | goals        | |
| Carlos Bilardo | bondscoach   | Franz Beckenbauer |
| Nery Pumpido José Luis Cuciuffo Oscar Ruggeri José Luis Brown Néstor Fabbri Roberto Sensini Diego Maradona Sergio Batista Jorge Burruchaga 73' José Luis Rodriguez 64' Jorge Valdano 87' | opstellingen | Bodo Illgner 65' Stefan Reuter Jürgen Kohler Matthias Herget Hans Pflüger Olaf Thon Lothar Matthäus Wolfgang Rolff 72' Manfred Schwabl Frank Ordenewitz Jürgen Klinsmann |
| Pedro Troglio 64' Dario Siviski 73' Oscar Dertycia 87' | wissels      | 65' Franco Foda 72' Christian Hochstätter |
| Néstor Fabbri 13' | gele kaarten | |

### Twaalfde ontmoeting
| Finale WK 1990 (Rome, Italië, 8 juli 1990): |              | |
| West-Duitsland | 1 – 0        | Argentinië |
| Andreas Brehme 85' (pen.) | goals        | |
| Franz Beckenbauer | bondscoach   | Carlos Bilardo |
| Bodo Illgner Klaus Augenthaler Thomas Berthold 73' Jürgen Kohler Guido Buchwald Andreas Brehme Thomas Häßler Lothar Matthäus Pierre Littbarski Jürgen Klinsmann Rudi Völler | opstellingen | Sergio Goycochea Juan Simón José Serrizuela 46' Oscar Ruggeri Pedro Troglio Roberto Sensini 54' Jorge Burruchaga José Basualdo Néstor Lorenzo Gustavo Dezotti Diego Maradona |
| Stefan Reuter 73' | wissels      | 46' Pedro Monzón 54' Gabriel Calderón |
| Rudi Völler 52' | gele kaarten | 84' Pedro Troglio 87' Diego Maradona |
| | rode kaarten | 65' Pedro Monzón 87' Gustavo Dezotti |

### Vijftiende ontmoeting
| Vriendschappelijk (Düsseldorf, Duitsland, 9 februari 2005): |              | |
| Duitsland | 2 – 2        | Argentinië |
| Torsten Frings 28' (pen.) Kevin Kurányi 45' | goals        | 40' (pen.) Hernán Crespo 81' Hernán Crespo |
| Jürgen Klinsmann | bondscoach   | José Pékerman |
| Jens Lehmann Patrick Owomoyela Per Mertesacker Christian Wörns Thomas Hitzlsperger Bernd Schneider Torsten Frings Fabian Ernst Bastian Schweinsteiger 75' Kevin Kurányi Gerald Asamoah 29' | opstellingen | Roberto Abbondanzieri Javier Zanetti Nicolás Burdisso 46' Gabriel Milito Gabriel Heinze 46' Lionel Scaloni Juan Roman Riquelme 77' Aldo Duscher Juan Pablo Sorin Javier Saviola Hernán Crespo |
| Paul Freier 29' Christian Schulz 75' | wissels      | 46' Esteban Cambiasso 46' Maximiliano Rodriguez 77' Luciano Galletti |
| Torsten Frings 56' | gele kaarten | 48' Gabriel Heinze 82' Luciano Galletti |

### Zeventiende ontmoeting
| WK 2006 (Berlijn, Duitsland, 30 juni 2006): |                     | |
| Duitsland | 1 – 1               | Argentinië |
| Miroslav Klose 80' | goals               | 49' Roberto Ayala |
| Oliver Neuville Michael Ballack Lukas Podolski Tim Borowski | strafschoppen 4 – 2 | Julio Cruz Roberto Ayala Maxi Rodríguez Esteban Cambiasso |
| Jürgen Klinsmann | bondscoach          | José Pékerman |
| Jens Lehmann Arne Friedrich Torsten Frings Miroslav Klose 86' Michael Ballack Philipp Lahm Per Mertesacker Bastian Schweinsteiger 74' Lukas Podolski Christoph Metzelder Bernd Schneider 62' | opstellingen        | 71' Roberto Abbondanzieri Roberto Ayala Juan Sorin Fabricio Coloccini 72' Juan Riquelme Gabriel Heinze Javier Mascherano Carlos Tévez Maxi Rodríguez 79' Hernan Crespo Luis González |
| David Odonkor 62' Tim Borowski 74' Oliver Neuville 86' | wissels             | 71' Leonardo Franco 72' Esteban Cambiasso 79' Julio Cruz |
| Lukas Podolski 3' David Odonkor 94' Arne Friedrich 114' | gele kaarten        | 46' Juan Sorin 60' Javier Mascherano 88' Maxi Rodríguez 95' Julio Cruz |

### 21ste ontmoeting
| Finale WK 2014 (Rio de Janeiro, Brazilië, 13 juli 2014): |              | |
| Duitsland | 1 – 0        | Argentinië |
| Mario Götze 113' | goals        | |
| Joachim Löw | bondscoach   | Alejandro Sabella |
| Manuel Neuer Benedikt Höwedes Mats Hummels Bastian Schweinsteiger Mesut Özil 120' Miroslav Klose 88' Thomas Müller Philipp Lahm Toni Kroos Jérôme Boateng Christoph Kramer 31' | opstellingen | Sergio Romero Ezequiel Garay Pablo Zabaleta Lucas Biglia 86' Enzo Pérez 78' Gonzalo Higuaín Lionel Messi Javier Mascherano Martín Demichelis Marcos Rojo 46' Ezequiel Lavezzi |
| André Schürrle 31' Mario Götze 88' Per Mertesacker 120' | wissels      | 46' Sergio Agüero 78' Rodrigo Palacio 86' Fernando Gago |
| Bastian Schweinsteiger 29' Benedikt Höwedes 34' | gele kaarten | 64' Javier Mascherano 65' Sergio Agüero |

### 22ste ontmoeting
| Vriendschappelijk (Düsseldorf, Duitsland, 3 september 2014): |              | |
| Duitsland | 2 – 4        | Argentinië |
| André Schürrle 52' Mario Götze 78' | goals        | 21' Sergio Agüero 40' Erik Lamela 47' Federico Fernández 50' Ángel Di María |
| Joachim Löw | bondscoach   | Gerardo Martino |
| Manuel Neuer 46' Benedikt Höwedes 77' Kevin Großkreutz Matthias Ginter Erik Durm Julian Draxler 33' Marco Reus Toni Kroos 71' Christoph Kramer Mario Gomez 57' André Schürrle 57' | opstellingen | 79' Sergio Romero Marcos Rojo Martín Demichelis Federico Fernández 77' Pablo Zabaleta Javier Mascherano 86' Ángel Di María Lucas Biglia 46' Enzo Pérez 68' Erik Lamela 83' Sergio Agüero |
| Lukas Podolski 33' Roman Weidenfeller 46' Mario Götze 57' Thomas Müller 57' Sebastian Rudy 71' Antonio Rüdiger 72' Ron-Robert Zieler Mats Hummels Jérôme Boateng                  | wissels      | 46' Augusto Fernández 68' Fernando Gago 77' Hugo Campagnaro 79' Mariano Andújar 83' Nicolás Gaitán 86' Ricardo Álvarez José Basanta Ezequiel Lavezzi Gonzalo Higuaín                     |
| Julian Draxler 20' Lukas Podolski 70' | gele kaarten | 17' Martín Demichelis |